# Eschbach, Bas-Rhin
Eschbach là một xã thuộc tỉnh Bas-Rhin trong vùng Grand Est đông bắc Pháp.